# Vlag van Leidse Rijn

Vlag van het waterschap Leidse Rijn
(1988-1994)

De vlag van Leidse Rijn werd op 19 december 1988 vastgesteld als het waterschapsvlag van het waterschap Leidse Rijn. Het waterschap ging 1994 met de andere waterschappen Groot-Waterschap van Woerden, Kromme Rijn en Lopikerwaard op in Hoogheemraadschap De Stichtse Rijnlanden. De vlag is daardoor als waterschapsvlag komen te vervallen.

## Symboliek
De vlag is gebaseerd op het wapen. Het groen staat voor het weiland. En de golvende banen voor de Leidse Rijn, deze zouden de kleuren rood en wit hebben gehad. De vlag had de volgende omschrijving:
Een groene broeking met in de broektop een gele Romeinse helm met een hoogte, gelijk 4/10 vlaghoogte; de vlucht in drie golvende evenhoge horizontale banen wit-rood-wit.